# 나고야시 교통국 5000형 전동차
나고야 시 교통국 5000형 전동차(일본어: 名古屋市交通局5000形電車)는 1980년부터 2015년까지 운행했던 나고야 시 교통국 지하철 히가시야마 선의 전동차로 나고야 시 교통국 N1000형 전동차가 도입과 동시에 퇴역 후 현재는 부에노스아이레스 지하철 C선에서 운행하고 있다.

## 편성
| 차호      | 1      | 2      | 3      | 4      | 5      | 6      |
| --------- | ------ | ------ | ------ | ------ | ------ | ------ |
| 명칭      | Tc1    | M2     | M1     | M1'    | M2'    | Tc2    |
| 번호      | 5100   | 5200   | 5300   | 5400   | 5500   | 5600   |
| 중량 (톤) | 22.0   | 24.2   | 24.2   | 24.2   | 24.2   | 22.0   |
| 편성 정원 | 110/38 | 115/44 | 115/44 | 115/44 | 115/44 | 110/38 |